# Richard Heron Anderson
Richard Heron Anderson, född 7 oktober 1821 nära Statesburg i Sumter District i South Carolina, död 26 juni 1879, var en amerikansk militär och general i Sydstatsarmén.

## Tidiga liv
Anderson examinerades från militärakademin i West Point på 40:e plats i sin kurs år 1842. Han blev officer vid dragonerna och tjänstgjorde bland annat i mexikanska kriget.

## Inbördeskriget
Vid amerikanska inbördeskrigets utbrott begärde han avsked från armén och utnämndes till kavallerimajor i sydstatsarmén den 16 mars 1861 och blev senare överste och chef för 1. South Carolinaregementet. Anderson deltog vid Fort Sumter och utnämndes till brigadgeneral den 18 juli 1861. Han blev sårad i vänstra armen vid Santa Rosa och förflyttades till Norra Virginiaarmén den 31 januari 1862. Under Peninsulakampanjen våren 1862 ledde han Longstreets division och sårades i höften vid andra slaget vid Bull Run i augusti 1862. Sedan Longstreet sårats tog Anderson den 7 maj 1864 över befälet över I kåren och utnämndes tillfälligt till generallöjtnant den 31 maj. Andersons kår stred vid Gravelly Run och White Oak Road och blev nästan förintad vid Sailors Creek den 6 april 1865. General Lee befriade honom från fortsatt tjänstgöring då det inte fanns några förband kvar att föra befäl över.

## Efter kriget
Efter kriget levde Anderson i fattigdom.